# Richard Mullane
Richard Michael Mullane (* 10. září 1943, Wichita Falls, Texas, Spojené státy americké) je americký důstojník, zkušební pilot a astronaut, který letěl třikrát do vesmíru.

## Životopis
Titul inženýra letectví získal roku 1975 na technologickém institutu vojenského letectva a stal se z něj zkušební pilot. Oženil se a má tři děti. V roce 1978 byl přijat, tehdy v hodnosti kapitána vojenského letectva, do NASA mezi kandidáty v Johnsonově vesmírném středisku na post astronauta – pilota.

## Lety do vesmíru
Premiéru si Mullane odbyl na palubě raketoplánu Discovery na konci léta roku 1984. Jednalo se o misi STS-41-D, v COSPAR označenou 1984-093A, na palubě bylo celkem 6 astronautů. Během letu vypustili tři družice. Startovali na Floridě z mysu Canaveral, přistáli v Kalifornii na letecké základně a kosmodromu Edwards
Druhý let absolvoval po čtyřleté odmlce, v prosinci 1988. Byla to čtyřdenní mise STS-27, dle COSPAR 1988-106A, s raketoplánem Atlantis. Byl to let utajovaný, s špionážní družicí Lacrosse a proto jeho posádku tvořila pouze pětice důstojníků americké armády. Mullane byl tehdy plukovníkem.
Potřetí a naposledy letěl roku 1990. Posádka Atlantisu byla opět pětičlenná, šestidenní mise měla označení STS-36, dle COSPAR 1990-019A. I tentokrát se jednalo o vojenskou misi s vypuštěním špionážní družice.
- STS-41-D Discovery start 30. srpen 1984, přistání 5. září 1984
- STS-27 Atlantis, start 2. prosinec 1988, přistání 6. prosinec 1988
- STS-36 Atlantis, start 28. únor 1990, přistání 4. březen 1990